# 鼓形齿联轴器驱动方式
鼓形齿联轴器驱动方式，又称挠性浮动齿式联轴节驱动方式，是铁路机车车辆使用的架悬式牵引传动装置类型之一。在这种传动系统中，与车轴平行布置的牵引电动机固定在转向架构架上，电枢轴通过鼓形齿联轴器与小齿轮轴相连，并通过齿轮的啮合将扭矩传递到大齿轮，从而驱动轮对旋转；齿轮箱一端通过抱轴承坐落在车轴上，而另一端通过弹性吊杆或橡胶元件悬吊在构架横梁上。牵引电动机输出的扭矩通过电枢轴、鼓形齿联轴器、小齿轮、大齿轮传递至轮对。因此，鼓形齿联轴器的作用就是用来补偿车辆在行驶中由于线路不平顺和通过曲线等原因，产生牵引电动机电枢轴与小齿轮轴之间的相对位移。
鼓形齿联轴器驱动方式由美国西屋电气公司与专门生产齿轮的纳塔尔公司（R.D. Nuttall Company）于1925年合作开发，因此又称为西屋电气－纳塔尔驱动方式（Westinghouse-Nuttall drive），或简称WN驱动方式。

## 结构特点

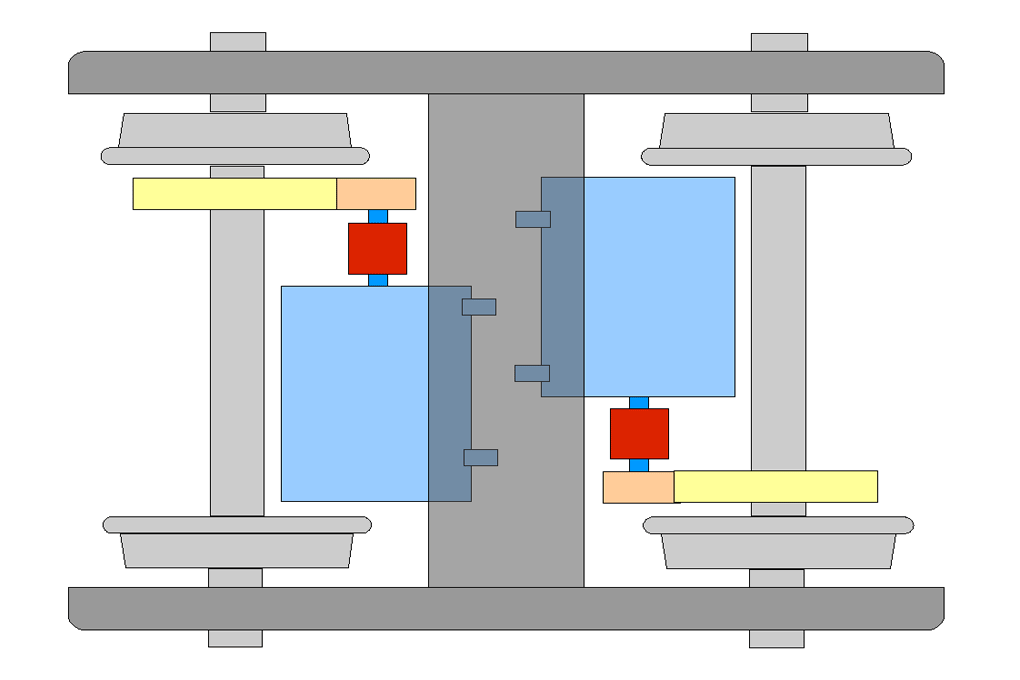
鼓形齿联轴器（红色）设置在牵引电动机与小齿轮之间

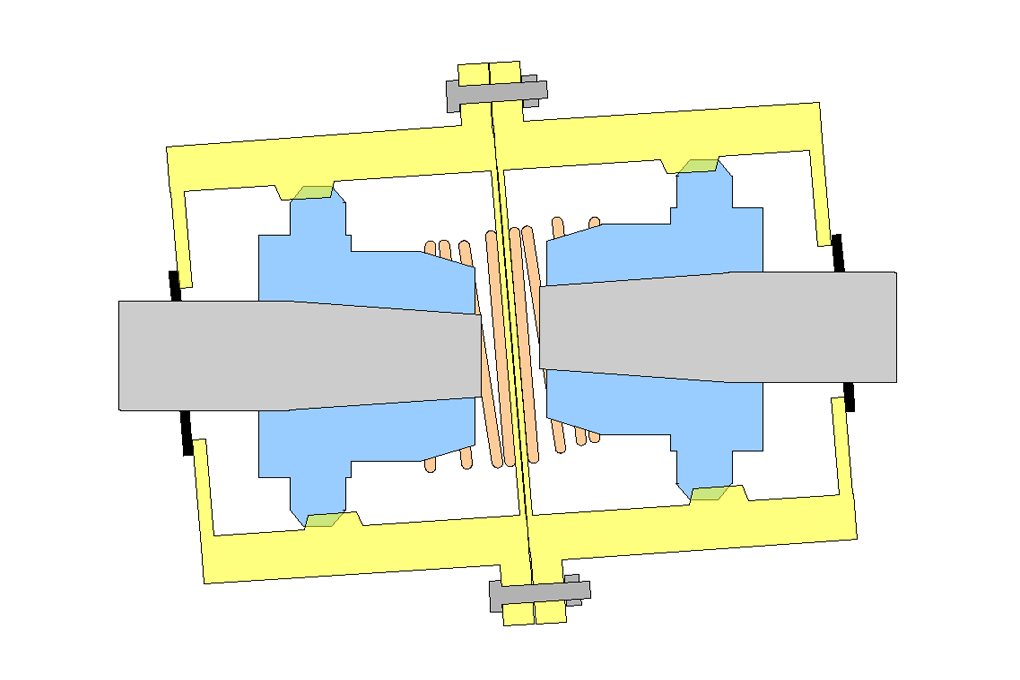
采用弹簧复位元件之鼓形齿联轴器发生径向位移时的形态示意图

鼓形齿联轴器由两个外齿轴套和两个内齿外套半联轴节构成，牵引电动机输出轴和小齿轮输入轴分别联结在外齿轴套内，内齿外套半联轴节用螺栓刚性地连接在外齿轴套内。内齿轮为一渐开线直齿内齿轮圈，外齿轮为齿顶面为一球面的鼓形渐开线齿轮，内齿轮圈与相对应的每个鼓形外齿相啮合，通过内、外齿轮间的相互啮合传动，达到由牵引电动机向牵引齿轮箱传递扭矩的目的。外齿轴套可在内齿外套内轴向浮动，在电机轴伸和小齿轮轴伸间留有间隙，以适应牵引电动机和车轴间相对的横向变位。电机轴线和车轴轴线间的相对偏角变位，则是通过外齿轴套在内齿外套内的转动偏角来补偿，一般允许最大偏角约为4～5°。
鼓形齿联轴器属于精密加工产品，要求较高的加工精度和制造技术，当今世界上只有少数企业有能力研发及生产应用于轨道车辆的高性能鼓形齿联轴器，主要集中在欧洲、日本、美国等工业技术较发达的地区，例如美国的瑞诺德公司（Renold Plc），比利时的艾斯克联轴器公司（Esco Couplings N.V）、IGW公司，德国的KWD公司（KWD Kupplungswerk Dresden GmbH）、西门子公司，日本的新日铁住金（原住友金属工业）、三菱电机等。
早期的鼓形齿联轴器大多采用弹簧作为复位元件，两个半联轴节内各设置一个弹簧元件，当一边弹簧受力压缩或拉伸时，另一边弹簧则同时在储存或释放能量，保证两边弹簧的受力平衡，使得内齿圈自动回到原位；但随着转速提高和位移补偿增大，不仅联轴器噪音和振动增加，而且弹簧也有疲劳断裂的问题，因此采用弹簧复位元件的鼓形齿联轴器已被逐步淘汰。新型的鼓形齿联轴器采用了不同的复位元件，例如在鼓形齿内腔与半联轴节端盖之间设置波纹管，作为复位元件和密封元件（KWD公司），或者由轴头橡胶螺母与联轴节中心挡板组成复位装置（住友金属及三菱电机）。
鼓形齿联轴器驱动方式是一种结构相对简单、制造成本较低的架悬式驱动装置，它除了可适应两个轴线间轴向、径向、角度位移及其综合位移，还具有传递扭矩大、应用转速高的特点；但由于齿轮联轴器需要占据两车轮之间的部分轴向空间，因此比较适合用于牵引电动机功率较小、轮对内侧轴向空间较大的车辆，主要用于动力分散的电力动车组和城轨车辆。此外，这种驱动装置拥有体积小、重量轻的优点，具有良好的动力学性能，可满足250～300公里/小时甚至更高速度的需求，因而在高速铁路列车上也得到广泛应用，例如日本新干线300系、500系、700系电力动车组，以及德国的ICE-3电力动车组等。
然而，与其他类型的架悬式驱动装置相比，鼓形齿联轴器驱动方式也存在一些不足之处。由于牵引电动机整体悬挂于转向架构架上，使牵引电动机的全部重量成为簧上重量，但牵引齿轮箱仍然采用车轴支承方式，因此牵引齿轮和牵引齿轮箱之一半重量仍然属于簧下重量。除此之外，这种驱动装置的扭转刚度较大，尤其对于带有整流子（换向器）的直流牵引电动机，电动机启动时的换向条件并无得到改善。齿轮联轴器必须加注润滑油或润滑脂以减缓齿面磨损，如果它在润滑不良的情况下运转，即使极短时间也会对其造成损害。而且，齿轮联轴器在运转时还会产生噪音。

## 发展历史

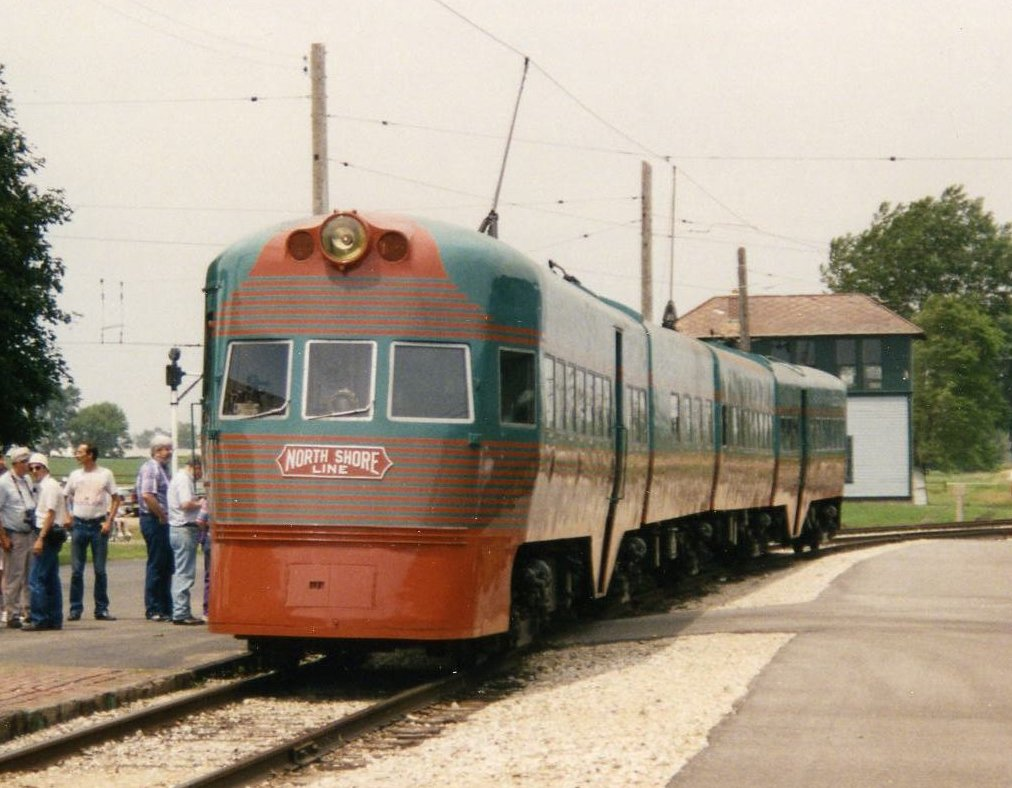
第一款采用WN驱动方式的干线铁路车辆——“Electroliner”电力动车组

铁路机车车辆上最传统的牵引传动装置类型是轴悬式驱动方式，也就是将牵引电动机的一侧通过抱轴承刚性地支承在车轴上，另一侧通过弹性悬挂于转向架构架的横梁上；这种结构的优点是结构简单、检修及拆装方便、制造及维护成本低，但驱动装置（包含牵引电动机及牵引齿轮箱）的约一半重量属于簧下重量，使得驱动装置在车辆行驶过程中产生较大的轮轨作用力，而且牵引电动机和传动齿轮需要直接承受来自轮对的振动冲击，影响驱动装置的工作可靠性及使用寿命。
至二十世纪初，为了解决轴悬式驱动装置簧下重量大的缺点，欧美多国先后研制了多种形式的架悬式驱动装置，例如源于美国的轮对空心轴驱动方式，以及瑞士发明的布赫利驱动方式等，它们的共同特点都是将牵引电动机整体悬挂在转向架上，并与属于簧下重量的车轴采用弹性联接。但在当时由于这些驱动装置结构复杂且笨重，因此大多只应用于单轴功率较大的电力机车。后来，当时在牵引电动机制造行业处于领先地位的美国西屋电气公司与旗下专门生产齿轮的纳塔尔公司，为了提高城市有轨电车的运行品质，于1925年合作开发出为有轨电车使用之低电压高转速牵引电动机配套的鼓形齿联轴器驱动装置，亦即是西屋电气－纳塔尔驱动方式（WN驱动方式）。
这种驱动装置于1925年首次被应用于美国西弗吉尼亚州惠灵的有轨电车车辆。WN驱动方式在有轨电车上经过长期的实践后，又被成功应用于1941年面世的芝加哥北海岸与密尔沃基铁路“Electroliner”电力动车组。第二次世界大战结束后，于1948年投入运用的纽约地铁R12型电动列车亦采用了WN驱动装置。自此，鼓形齿联轴器驱动方式逐渐普及到欧洲和日本，被广泛运用于动力分散式的电力动车组。日本在1950年代初开始试制鼓形齿联轴器驱动装置，并首先在1953年完成的京阪電氣鐵道1800型电力动车组（1802号列车）上试用，该列车装用了由住友金属根据国外技术情报自主开发的鼓形齿联轴器，相同形式的联轴器还被用于東京都電5500型电车（5502号电车）；随后住友金属及三菱电机取得了西屋电气的技术授权，开始生产用于轨道车辆的鼓形齿联轴器，并用于因应东京地下铁丸之內線开通而购置的营团300型电力动车组。

## 参看
- 架悬式驱动方式
  - 布赫利驱动方式
  - 轮对空心轴驱动方式
  - 电机空心轴驱动方式
  - 挠性板联轴器驱动方式